# Дерек Друен
Дерек Друен  (англ. Derek Drouin, 6 березня 1990) — канадський легкоатлет, олімпійський медаліст.

## Виступи на Олімпіадах
| Олімпіада           | Дисципліна       | Місце  |
| ------------------- | ---------------- | ------ |
| Лондон 2012         | стрибки у висоту | Бронза |
| Ріо-де-Жанейро 2016 | стрибки у висоту | Золото |